# Zelgno (przystanek kolejowy)
Zelgno Bezdół – dawny przystanek osobowy w Zelgnie Bezdół, w gminie Chełmża, w powiecie toruńskim, w województwie kujawsko-pomorskim, w Polsce. Położony przy linii kolejowej Chełmża – Mełno. Linia ta została otwarta w dniu 24 września 1901 roku. Łączyła dwie cukrownie: w Chełmży i Mełnie. Została zbudowana przez Niemców jako prywatna inwestycja. Linią tą transportowane były głównie produkty rolne. W 1920 roku przejęły ją Polskie Koleje Państwowe. W 1979 roku tory zostały podmyte w wyniku odwilży. Z tego powodu, w 1982 roku linia została zamknięta, a w 1991 roku rozebrane zostały tory. Przed fizyczną likwidacją na linii składowane były niesprawne wagony, przeznaczone do kasacji.
Przebieg linii:
00,000 km       Chełmża

03,602 km       Bielczyny

06,342 km       Skąpe

08,802 km       Dziemiony

11,211 km     Grzegorz

13,030 km     Zelgno Bezdół

14,938 km     Świętosław

16,886 km     Bocień

18,814 km     Orłowo

22,759 km     Płużnica

26,575 km     Wieldządz

30,332 km     Mgowo Pomorskie

34,539 km     Dębiniec

40,220 km     Radzyń Chełmiński

42,020 km     Zakrzewo Pomorskie

45,304 km     Mełno